# Lace Up
Lace Up je debutové studiové album amerického rappera MGK, bylo vydáno 9. října 2012 pod vydavatelstvím Bad Boy a Interscope Records. Album obsahuje mnoho featuringů, včetně s Ester Deanovou, Twista, Cassie, Tech N9ne, Bun B, Lil Jon a Young Jeezy.

## Spolupráce
Na albu spolupracovali a s MGK nazpívali featuringy: Alex Fitts, Anna Yvette, Blackbear, Bun B, Cassie, DMX, Dubo, Ester Dean, Lil Jon, M. Shadows, Planet VI, Synyster Gates, Tech N9ne, Twista, Waka Flocka Flame a Young Jeezy a rockové kapely Avenged Sevenfold a The Kickdrums. Produkční tým je Alex da Kid a JP Did This 1. Výkonný producent alba je rapper Diddy.

## Seznam skladeb
| Pořadí | Název                                        | Text | Délka |
| ------ | -------------------------------------------- | --- | ----- |
| 1.     | Save Me feat. M. Shadows a Synyster Gates    | Colson Baker, Brinton Ewart, Rami Eadeh, Matthew Sanders, Brian Haner                                            | 3:12  |
| 2.     | What I Do feat. Bun B a Dub-O                | Baker, J. Scruggs, Irvin Whitlow, Bernard Freeman, E. Allen                                                      | 4:32  |
| 3.     | Wild Boy feat. Waka Flocka Flame             | Baker, Juaquin Malphurs, Joshua Luellen, J. Mines, D. Langford                                                   | 3:51  |
| 4.     | Lace Up feat. Lil Jon                        | Baker, Christopher Gholson, Jonathan Smith                                                                       | 3:02  |
| 5.     | Stereo feat. Alex Fitts                      | Baker, Alex Fitts                                                                                                | 3:55  |
| 6.     | All We Have feat. Anna Yvette                | Baker, Bryan Fryzel, A. Masone                                                                                   | 3:27  |
| 7.     | See My Tears                                 | C. Baker, Erik Ortiz, Kevin Crowe, Kenny Bartolomei, Adrian Broekhuyse, Benno de Goeij, Cathy Burton, Raz Nitzan | 4:10  |
| 8.     | D3MONS feat. DMX                             | Baker, Damon Blackman, Earl Simmons, Klaus Badelt, L. Gerrard                                                    | 4:21  |
| 9.     | Edge of Destruction feat. Tech N9ne a Twista | Baker, Michael Brascom, Whitlow, Aaron Yates, Carl Mitchell                                                      | 5:08  |
| 10.    | Runnin’ feat. Planet VI                      | Baker, Matthew Samuels, J. Singh, T. Williams, Timothy Thomas, Theron Thomas                                     | 2:47  |
| 11.    | Invincible feat. Ester Dean                  | Baker, Ester Dean, Alexander Grant                                                                               | 3:07  |
| 12.    | On My Way                                    | Baker, Jon Bishop, Whitlow                                                                                       | 4:10  |
| 13.    | End of the Road feat. Blackbear              | Baker, B. Allen, Mat Musto                                                                                       | 4:04  |